# Phaeomolis
Phaeomolis is een geslacht van vlinders van de familie spinneruilen (Erebidae), uit de onderfamilie Arctiinae.

## Soorten
- P. bertrandi de Toulgoët, 1982
- P. brunnescens Rothschild, 1909
- P. curvenal Schaus, 1933
- P. lineatus Druce, 1884
- P. obnubila Dognin, 1923
- P. obscurata Butler, 1877
- P. ochreogaster Joicey & Talbot, 1917
- P. polystria Schaus, 1905
- P. similis Rothschild, 1912
- P. tavakilinani de Toulgoët, 1987
- P. vampa Schaus, 1910